# Cmentarz Stary w Radomsku

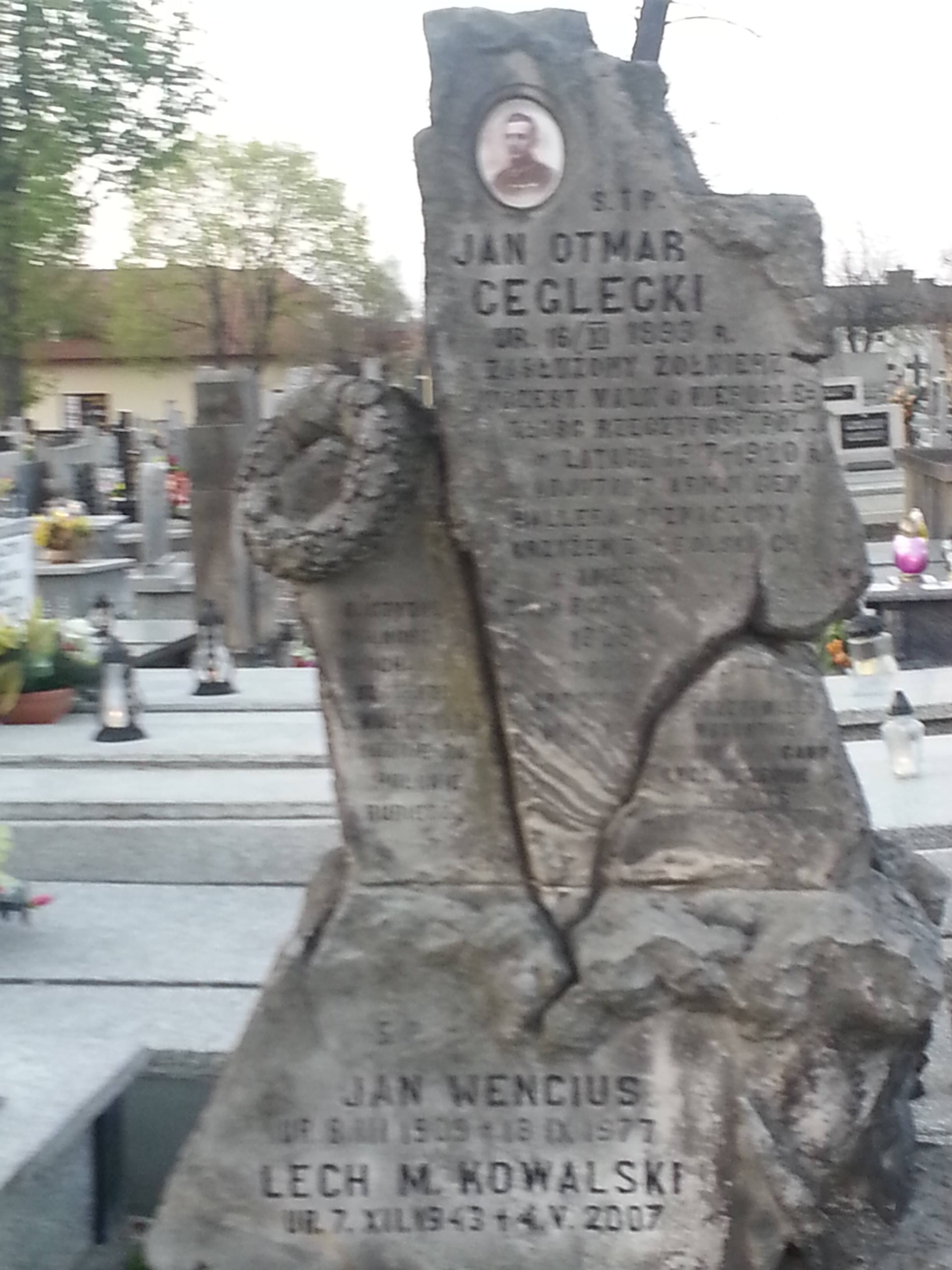
Nagrobek na starym cmentarzu

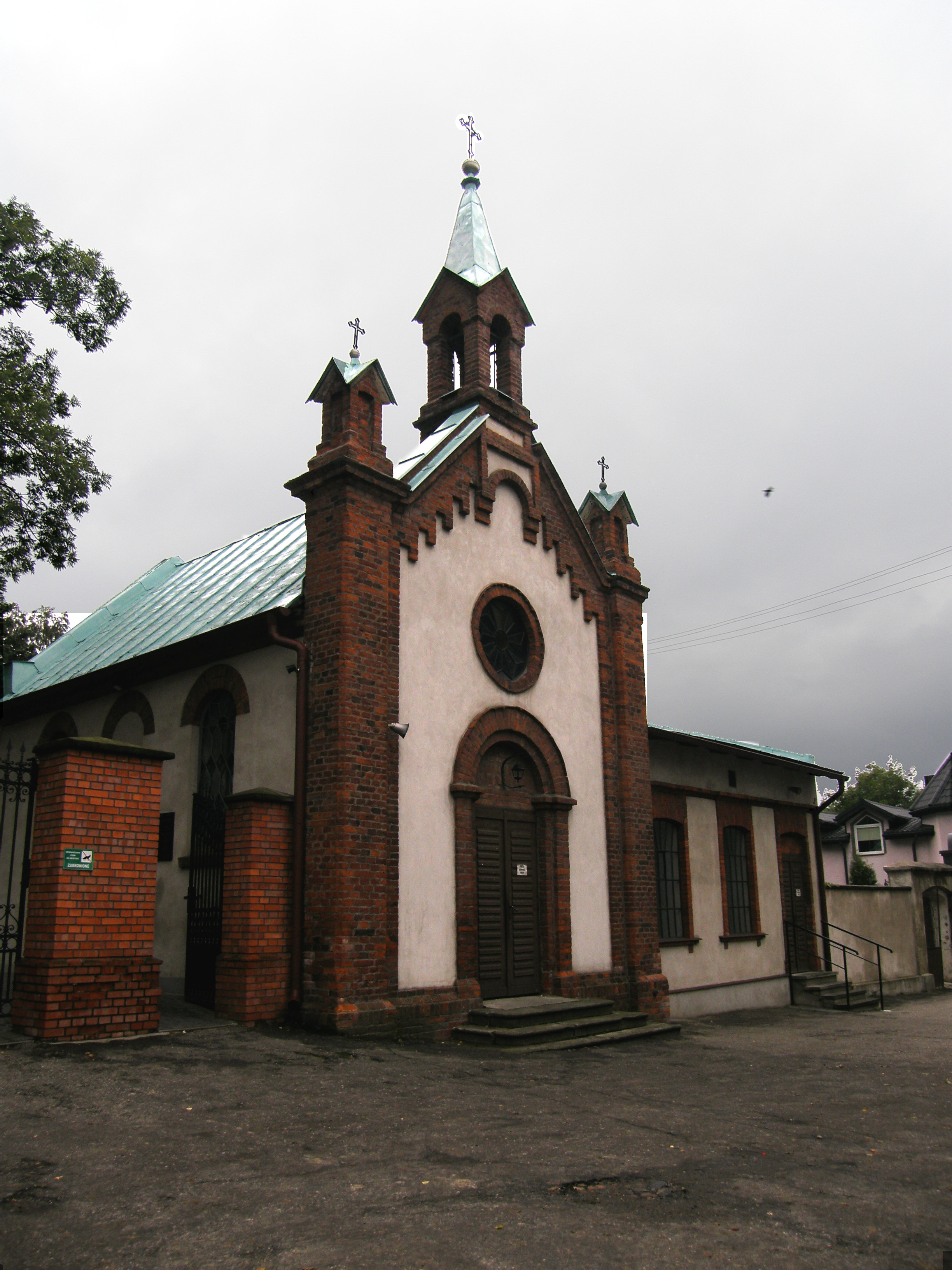
Kaplica przy starym cmentarzu w radomsku

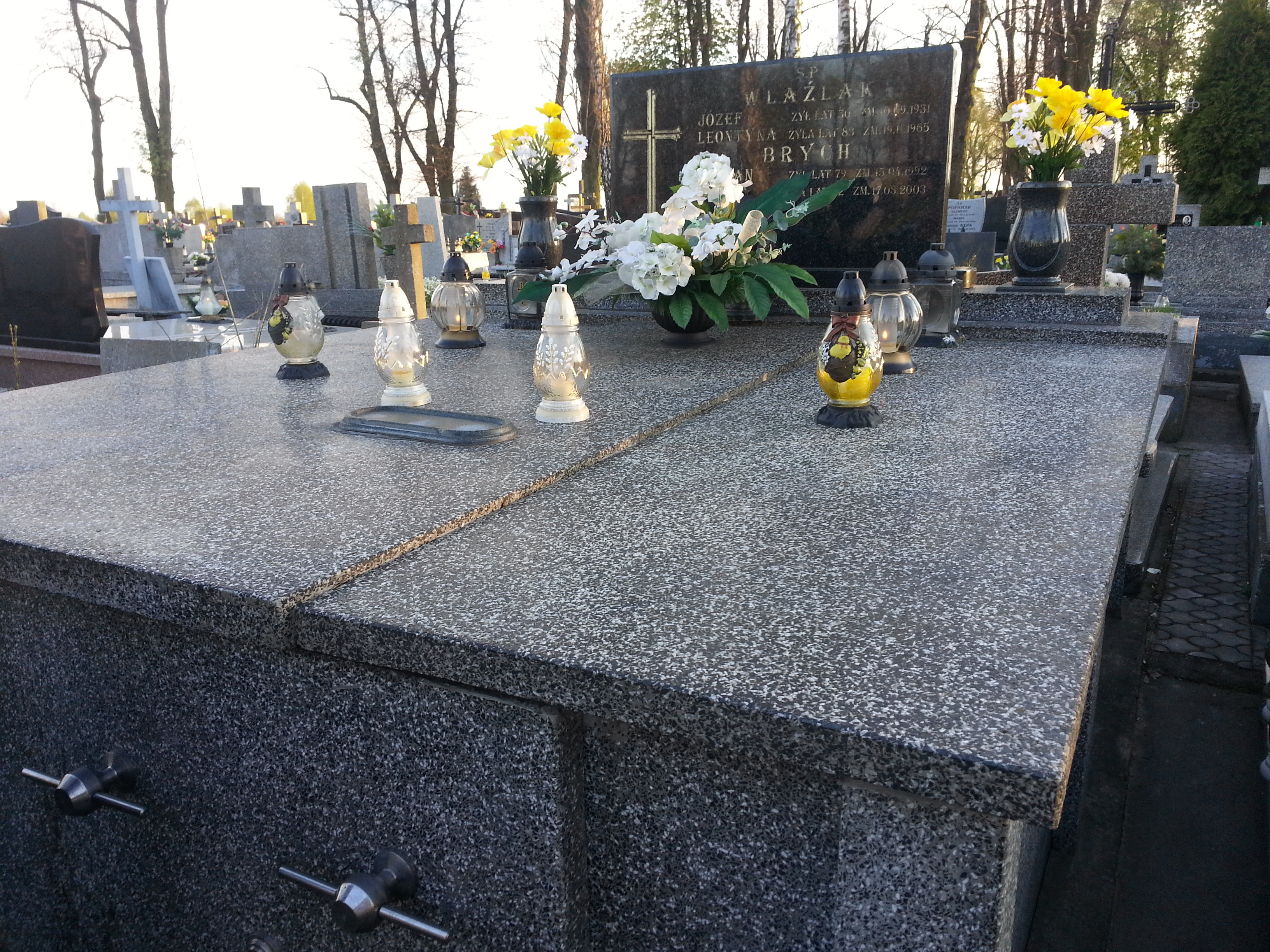
Grobowiec rodzinny na Starym Cmentarzu

Cmentarz Stary w Radomsku – cmentarz położony w mieście Radomsko pomiędzy ulicami Stefana Wyszyńskiego, Leszka Czarnego należący do radomszczańskiej parafii św. Lamberta.
Cmentarz powstał w czasach Zaboru Pruskiego (1793–1807) przy dawnej drodze prowadzącej do wsi Strzałków, Kobiele Wielkie. Teren cmentarza był wielokrotnie poszerzany. Zabytkowe nagrobki pochodzą z końca XIX i początku XX wieku. Najstarszym zachowanym nagrobkiem z napisem osoby zmarłej pochodzi z 1854 roku.
Przy wejściu głównym znajduje się kaplica pw. Pana Jezusa Konającego. Cmentarz otacza mur wybudowany na początku XX wieku.
Na terenie Cmentarza Starego w Radomsku znajdują się dwa pomniki przyrody – lipy drobnolistne o obwodach 530 cm i 380 cm.